# Гентофте
Гентофте (дан. Gentofte) — місто у складі комуни Гентофте, займає 335 гектарів або 13 % її загальної площі.
На 1 січня 2012 року в районі проживало 8289 жителів, що становить 11 % загальної чисельності населення муніципалітету.

## Спорт
2017 року в місті відбувся вирішальний етап Волейбольної Євроліги, у якому українська чоловіча збірна здобула перемогу.

## Відомі люди
- Гольгер Руне — данський тенісист.
- Маркус Лаурідсен — данський хокеїст.
- Арнольд Мерск Маккінні Меллер — данський підприємець.
- Трін Міхельсен (1966—2009) — данська акторка і фотомодель.
- Йоахім Фішер Нільсен — данський бадмінтоніст, олімпійський медаліст.
- Ларс Ульріх — барабанщик та співзасновник гурту Metallica.